# Serradilla
Serradilla (extremadurai nyelven La Serraílla) település Spanyolországban, Cáceres tartományban. Serradilla Malpartida de Plasencia, Toril, Torrejón el Rubio, Monroy, Talaván, Casas de Millán és Mirabel községekkel határos. Lakosainak száma 1482 fő (2024).

## Népesség
A település népessége az elmúlt években az alábbi módon változott:
| Lakosok száma | 1896 | 1832 | 1781 | 1766 | 1678 | 1624 | 1634 | 1537 | 1503 | 1482 |
|               | 2001 | 2004 | 2006 | 2009 | 2011 | 2014 | 2016 | 2019 | 2021 | 2024 |